# Danh sách cầu thủ tham dự giải vô địch bóng đá U-19 châu Âu 2010
Các cầu thủ sinh trong hoặc sau ngày 1 tháng 1 năm 1991 được phép tham dự tournament. Tuổi của cầu thủ được tính đến ngày 18 tháng 7 năm 2009 – ngày khai mạc giải đấu. Các cầu thủ in đậm từng thi đấu cho đội tuyển quốc gia.

## Bảng A

### Áo
Huấn luyện viên:  Andreas Heraf
| Số | Vt | Cầu thủ                     | Ngày sinh (tuổi) | Số trận | Câu lạc bộ        |
| -- | -- | --------------------------- | ---------------- | ------- | ----------------- |
| 1  | TM | Philip Petermann            | {{{tuổi}}}       |         | Austria Wien      |
| 3  | HV | Emir Dilaver                | {{{tuổi}}}       |         | Austria Wien      |
| 4  | HV | Mahmud Imamoglu             | {{{tuổi}}}       |         | First Vienna      |
| 5  | TV | Michael Schimpelsberger (c) | {{{tuổi}}}       |         | Twente            |
| 6  | TĐ | Tobias Kainz                | {{{tuổi}}}       |         | Heerenveen        |
| 7  | TV | David Alaba                 | {{{tuổi}}}       |         | Bayern Munich     |
| 8  | TV | Robert Gucher               | {{{tuổi}}}       |         | Genoa             |
| 9  | TĐ | Andreas Weimann             | {{{tuổi}}}       |         | Aston Villa       |
| 10 | TV | Christoph Knasmüllner       | {{{tuổi}}}       |         | Bayern Munich     |
| 11 | TĐ | Marco Djuricin              | {{{tuổi}}}       |         | Hertha BSC        |
| 14 | TV | Gernot Trauner              | {{{tuổi}}}       |         | LASK              |
| 15 | HV | Lukas Rath                  | {{{tuổi}}}       |         | SV Mattersburg    |
| 17 | TV | Georg Teigl                 | {{{tuổi}}}       |         | Red Bull Salzburg |
| 18 | TV | Christian Klem              | {{{tuổi}}}       |         | Sturm Graz        |
| 19 | TĐ | Andreas Tiffner             | {{{tuổi}}}       |         | Austria Wien      |
| 20 | TĐ | Marco Meilinger             | {{{tuổi}}}       |         | Red Bull Salzburg |
| 21 | TM | Christian Petrovcic         | {{{tuổi}}}       |         | DSV Leoben        |

### Hà Lan
Huấn luyện viên:  Wim van Zwam
| Số | Vt | Cầu thủ            | Ngày sinh (tuổi)            | Số trận | Câu lạc bộ |
| -- | -- | ------------------ | --------------------------- | ------- | ---------- |
| 1  | TM | Jeroen Zoet        | 6 tháng 1, 1991 (19 tuổi)   | 5       | PSV        |
| 2  | HV | Ricardo van Rhijn  | 13 tháng 6, 1991 (19 tuổi)  | 5       | Ajax       |
| 3  | HV | Imad Najah         | 19 tháng 2, 1991 (19 tuổi)  | 6       | PSV        |
| 4  | HV | Erik Schouten      | 16 tháng 8, 1991 (18 tuổi)  | 0       | AZ         |
| 5  | HV | Bruno Martins Indi | 8 tháng 2, 1992 (18 tuổi)   | 3       | Feyenoord  |
| 6  | TV | Jordy Clasie       | 27 tháng 6, 1991 (19 tuổi)  | 3       | Excelsior  |
| 7  | TĐ | Rajiv van la Parra | 4 tháng 6, 1991 (19 tuổi)   | 6       | Caen       |
| 8  | TV | Leandro Bacuna     | 21 tháng 8, 1991 (18 tuổi)  | 6       | Groningen  |
| 9  | TĐ | Luc Castaignos     | 27 tháng 9, 1992 (17 tuổi)  | 3       | Feyenoord  |
| 10 | TV | Ricky van Haaren   | 21 tháng 6, 1991 (19 tuổi)  | 5       | Feyenoord  |
| 11 | TĐ | Jerson Cabral      | 3 tháng 1, 1991 (19 tuổi)   | 5       | Feyenoord  |
| 12 | HV | Tim Eekman         | 5 tháng 8, 1991 (18 tuổi)   | 1       | Excelsior  |
| 13 | TĐ | Lorenzo Ebecilio   | 24 tháng 9, 1991 (18 tuổi)  | 5       | Ajax       |
| 15 | TV | Davy Pröpper       | 2 tháng 9, 1991 (18 tuổi)   | 4       | Vitesse    |
| 16 | TM | Steffen Bakker     | 14 tháng 9, 1991 (18 tuổi)  | 0       | Groningen  |
| 17 | TĐ | Florian Jozefzoon  | 9 tháng 2, 1991 (19 tuổi)   | 0       | Ajax       |
| 18 | TV | Rodney Sneijder    | 31 tháng 3, 1991 (19 tuổi)  | 0       | Ajax       |
| 19 | TV | Steven Berghuis    | 19 tháng 12, 1991 (18 tuổi) | 4       | Twente     |

### Anh
Huấn luyện viên:  Noel Blake
| Số | Vt | Cầu thủ           | Ngày sinh (tuổi)            | Số trận | Câu lạc bộ        |
| -- | -- | ----------------- | --------------------------- | ------- | ----------------- |
| 1  | TM | Declan Rudd       | 16 tháng 1, 1991 (19 tuổi)  | 6       | Norwich City      |
| 2  | HV | Nathaniel Clyne   | 5 tháng 4, 1991 (19 tuổi)   | 5       | Crystal Palace    |
| 3  | HV | Matthew Briggs    | 19 tháng 3, 1991 (19 tuổi)  | 12      | Fulham            |
| 4  | TV | Matty James (c)   | 22 tháng 7, 1991 (18 tuổi)  | 9       | Manchester United |
| 5  | HV | Steven Caulker    | 29 tháng 12, 1991 (18 tuổi) | 7       | Tottenham Hotspur |
| 6  | HV | Nathan Baker      | 23 tháng 4, 1991 (19 tuổi)  | 6       | Aston Villa       |
| 7  | TV | Jacob Mellis      | 8 tháng 1, 1991 (19 tuổi)   | 8       | Chelsea           |
| 8  | TV | Dean Parrett      | 16 tháng 11, 1991 (18 tuổi) | 8       | Tottenham Hotspur |
| 9  | TĐ | Ryan Noble        | 11 tháng 6, 1991 (19 tuổi)  | 3       | Sunderland        |
| 10 | TĐ | Nathan Delfouneso | 2 tháng 2, 1991 (19 tuổi)   | 22      | Aston Villa       |
| 11 | TĐ | Frank Nouble      | 24 tháng 9, 1991 (18 tuổi)  | 5       | West Ham United   |
| 12 | TV | John Bostock      | 15 tháng 1, 1992 (18 tuổi)  | 4       | Tottenham Hotspur |
| 13 | TM | Lee Nicholls      | 5 tháng 10, 1992 (17 tuổi)  | 0       | Wigan Athletic    |
| 14 | HV | Thomas Cruise     | 9 tháng 3, 1991 (19 tuổi)   | 3       | Arsenal           |
| 15 | HV | Reece Brown       | 1 tháng 11, 1991 (18 tuổi)  | 8       | Manchester United |
| 16 | HV | Josh Thompson     | 25 tháng 2, 1991 (19 tuổi)  | 2       | Celtic            |
| 17 | TĐ | Matt Phillips     | 3 tháng 3, 1991 (19 tuổi)   | 2       | Wycombe Wanderers |
| 18 | TĐ | Ryan Donaldson    | 1 tháng 5, 1991 (19 tuổi)   | 7       | Newcastle United  |

### Pháp
Huấn luyện viên:  Francis Smerecki
| Số | Vt | Cầu thủ                | Ngày sinh (tuổi)           | Số trận | Câu lạc bộ    |
| -- | -- | ---------------------- | -------------------------- | ------- | ------------- |
| 1  | TM | Marc Vidal             | 3 tháng 6, 1991 (19 tuổi)  | 2       | Toulouse      |
| 2  | HV | Loïc Nego              | 15 tháng 1, 1991 (19 tuổi) | 7       | Nantes        |
| 3  | HV | Chris Mavinga          | 26 tháng 5, 1991 (19 tuổi) | 11      | Liverpool     |
| 4  | HV | Johan Martial          | 30 tháng 5, 1991 (19 tuổi) | 9       | Bastia        |
| 5  | HV | Sébastien Faure        | 3 tháng 1, 1991 (19 tuổi)  | 5       | Lyon          |
| 6  | TV | Clément Grenier        | 7 tháng 1, 1991 (19 tuổi)  | 10      | Lyon          |
| 7  | TV | Gaël Kakuta            | 21 tháng 6, 1991 (19 tuổi) | 8       | Chelsea       |
| 8  | TV | Gueïda Fofana (c)      | 16 tháng 5, 1991 (19 tuổi) | 9       | Le Havre      |
| 9  | TĐ | Yannis Tafer           | 11 tháng 2, 1991 (19 tuổi) | 11      | Lyon          |
| 10 | TĐ | Gilles Sunu            | 30 tháng 3, 1991 (19 tuổi) | 12      | Arsenal       |
| 11 | TĐ | Antoine Griezmann      | 21 tháng 3, 1991 (19 tuổi) | 2       | Real Sociedad |
| 12 | TĐ | Alexandre Lacazette    | 28 tháng 5, 1991 (19 tuổi) | 5       | Lyon          |
| 13 | TV | Francis Coquelin       | 13 tháng 5, 1991 (19 tuổi) | 12      | Arsenal       |
| 14 | HV | Timothée Kolodziejczak | 1 tháng 10, 1991 (18 tuổi) | 6       | Lyon          |
| 15 | TV | Enzo Reale             | 7 tháng 10, 1991 (18 tuổi) | 3       | Lyon          |
| 16 | TM | Abdoulaye Diallo       | 30 tháng 3, 1992 (18 tuổi) | 1       | Rennes        |
| 17 | TĐ | Cédric Bakambu         | 11 tháng 4, 1991 (19 tuổi) | 11      | Sochaux       |
| 18 | HV | Gaëtan Bussmann        | 2 tháng 2, 1991 (19 tuổi)  | 8       | Metz          |

## Bảng B

### Ý
Huấn luyện viên:  Massimo Piscedda
| Số | Vt | Cầu thủ                 | Ngày sinh (tuổi)            | Số trận | Câu lạc bộ     |
| -- | -- | ----------------------- | --------------------------- | ------- | -------------- |
| 1  | TM | Simone Colombi          | 1 tháng 7, 1991 (19 tuổi)   | 4       | Pergocrema     |
| 2  | HV | Alessandro Crescenzi    | 25 tháng 9, 1991 (18 tuổi)  | 3       | Grosseto       |
| 3  | HV | Michelangelo Albertazzi | 7 tháng 2, 1991 (19 tuổi)   | 10      | Milan          |
| 4  | TV | Roberto Soriano         | 8 tháng 2, 1991 (19 tuổi)   | 3       | Empoli         |
| 5  | HV | Riccardo Brosco         | 3 tháng 2, 1991 (19 tuổi)   | 3       | Triestina      |
| 6  | HV | Luca Caldirola          | 1 tháng 2, 1991 (19 tuổi)   | 5       | Internazionale |
| 7  | TV | Jacopo Sala             | 5 tháng 12, 1991 (18 tuổi)  | 6       | Chelsea        |
| 8  | TV | Andrea Bertolacci       | 11 tháng 1, 1991 (19 tuổi)  | 4       | Lecce          |
| 9  | TĐ | Mattia Destro           | 20 tháng 3, 1991 (19 tuổi)  |         | Internazionale |
| 10 | TĐ | Fabio Borini (c)        | 23 tháng 3, 1991 (19 tuổi)  | 4       | Chelsea        |
| 11 | TV | Cristian Galano         | 1 tháng 4, 1991 (19 tuổi)   |         | Bari           |
| 12 | TM | Mattia Perin            | 10 tháng 11, 1992 (17 tuổi) | 1       | Genoa          |
| 13 | HV | Andrea Adamo            | 23 tháng 4, 1991 (19 tuổi)  |         | Palermo        |
| 14 | TV | Luca Tremolada          | 25 tháng 11, 1991 (18 tuổi) |         | Internazionale |
| 15 | HV | Alessandro Malomo       | 12 tháng 4, 1991 (19 tuổi)  |         | Roma           |
| 16 | TV | Massimiliano Taddei     | 18 tháng 4, 1991 (19 tuổi)  | 6       | Gubbio         |
| 17 | TV | Marco D'Alessandro      | 17 tháng 2, 1991 (19 tuổi)  | 5       | Bari           |
| 18 | TĐ | Nicolao Dumitru         | 12 tháng 10, 1991 (18 tuổi) |         | Empoli         |

### Croatia
Huấn luyện viên:  Ivan Grnja
| Số | Vt | Cầu thủ             | Ngày sinh (tuổi)            | Số trận | Câu lạc bộ     |
| -- | -- | ------------------- | --------------------------- | ------- | -------------- |
| 1  | TM | Matej Delač         | 20 tháng 8, 1992 (17 tuổi)  | 3       | Inter Zaprešić |
| 2  | HV | Šime Vrsaljko       | 1 tháng 10, 1992 (17 tuổi)  | 2       | Dinamo Zagreb  |
| 3  | HV | Dario Rugašević     | 29 tháng 1, 1991 (19 tuổi)  | 13      | Cibalia        |
| 4  | TV | Franko Andrijašević | 22 tháng 6, 1991 (19 tuổi)  | 14      | Hajduk Split   |
| 5  | HV | Renato Kelić (c)    | 31 tháng 3, 1991 (19 tuổi)  | 10      | Slovan Liberec |
| 6  | HV | Tomislav Glumac     | 14 tháng 5, 1991 (19 tuổi)  | 8       | Zadar          |
| 7  | TV | Arijan Ademi        | 29 tháng 5, 1991 (19 tuổi)  | 13      | Dinamo Zagreb  |
| 8  | TV | Filip Ozobić        | 8 tháng 4, 1991             | 11      | Spartak Moskva |
| 9  | TĐ | Andrej Kramarić     | 11 tháng 6, 1991 (19 tuổi)  | 8       | Dinamo Zagreb  |
| 10 | TV | Mario Tičinović     | 20 tháng 8, 1991 (18 tuổi)  | 9       | Hajduk Split   |
| 11 | TĐ | Ante Vukušić        | 4 tháng 6, 1991 (19 tuổi)   | 4       | Hajduk Split   |
| 12 | TM | Dominik Picak       | 12 tháng 2, 1992 (18 tuổi)  | 4       | Lokomotiva     |
| 13 | HV | Matej Jonjić        | 29 tháng 1, 1991 (19 tuổi)  | 16      | Hajduk Split   |
| 14 | HV | Roberto Punčec      | 27 tháng 10, 1991 (18 tuổi) | 7       | Varaždin       |
| 15 | TV | Zvonko Pamić        | 4 tháng 2, 1991 (19 tuổi)   | 5       | SC Freiburg    |
| 16 | TĐ | Anton Maglica       | 11 tháng 11, 1991 (18 tuổi) | 6       | Osijek         |
| 17 | TV | Marko Bičvić        | 7 tháng 6, 1991 (19 tuổi)   | 10      | Basel          |
| 18 | TV | Frano Mlinar        | 30 tháng 3, 1992 (18 tuổi)  | 4       | Dinamo Zagreb  |

### Bồ Đào Nha
Huấn luyện viên:  Ilídio Vale
| Số | Vt | Cầu thủ              | Ngày sinh (tuổi)            | Số trận | Câu lạc bộ           |
| -- | -- | -------------------- | --------------------------- | ------- | -------------------- |
| 1  | TM | Tiago Maia           | 18 tháng 9, 1992 (17 tuổi)  | 11      | Porto                |
| 2  | HV | João Amorim          | 26 tháng 7, 1992 (17 tuổi)  | 11      | Vitória de Guimarães |
| 3  | HV | Aníbal Capela        | 8 tháng 5, 1991 (19 tuổi)   | 8       | Braga                |
| 4  | HV | Nuno Reis            | 31 tháng 1, 1991 (19 tuổi)  | 27      | Sporting CP          |
| 5  | HV | Roderick Miranda (c) | 30 tháng 3, 1991 (19 tuổi)  | 19      | Benfica              |
| 6  | TV | Agostinho Cá         | 24 tháng 7, 1993 (16 tuổi)  | 0       | Sporting CP          |
| 7  | TV | Nélson Oliveira      | 8 tháng 8, 1991 (18 tuổi)   | 24      | Benfica              |
| 8  | HV | Cédric Soares        | 31 tháng 8, 1991 (18 tuổi)  | 15      | Sporting CP          |
| 9  | TĐ | Amido Baldé          | 16 tháng 5, 1991 (19 tuổi)  | 13      | Sporting CP          |
| 10 | TV | Lassana Camará       | 29 tháng 12, 1991 (18 tuổi) | 29      | Benfica              |
| 11 | TĐ | Salvador Agra        | 11 tháng 11, 1991 (18 tuổi) | 4       | Varzim               |
| 12 | TM | Cláudio Ramos        | 16 tháng 11, 1991 (18 tuổi) | 0       | Vitória de Guimarães |
| 13 | TĐ | Evandro Brandão      | 7 tháng 5, 1991 (19 tuổi)   | 3       | Benfica              |
| 14 | TĐ | Alex Gonçalves       | 27 tháng 8, 1991 (18 tuổi)  | 14      | Porto                |
| 15 | TV | Danilo Pereira       | 9 tháng 9, 1991 (18 tuổi)   | 14      | Benfica              |
| 16 | HV | Mário Rui            | 27 tháng 5, 1991 (19 tuổi)  | 15      | Benfica              |
| 17 | TV | Sérgio Oliveira      | 2 tháng 6, 1992 (18 tuổi)   | 10      | Porto                |
| 18 | TV | Rúben Pinto          | 24 tháng 4, 1992 (18 tuổi)  | 10      | Benfica              |

### Tây Ban Nha
Huấn luyện viên:  Luis Milla
| Số | Vt | Cầu thủ           | Ngày sinh (tuổi)            | Số trận | Câu lạc bộ      |
| -- | -- | ----------------- | --------------------------- | ------- | --------------- |
| 1  | TM | Álex Sánchez      | 3 tháng 2, 1991 (19 tuổi)   | 3       | Barcelona       |
| 2  | HV | Martín Montoya    | 14 tháng 4, 1991 (19 tuổi)  | 5       | Barcelona       |
| 3  | HV | Carles Planas     | 4 tháng 3, 1991 (19 tuổi)   | 7       | Barcelona       |
| 4  | HV | Marc Bartra       | 15 tháng 1, 1991 (19 tuổi)  | 6       | Barcelona       |
| 5  | HV | Jorge Pulido      | 8 tháng 4, 1991 (19 tuổi)   | 15      | Atlético Madrid |
| 6  | TV | Oriol Romeu       | 24 tháng 9, 1991 (18 tuổi)  | 6       | Barcelona       |
| 7  | TV | Keko (c)          | 28 tháng 12, 1991 (18 tuổi) | 5       | Atlético Madrid |
| 8  | TV | Thiago            | 11 tháng 4, 1991 (19 tuổi)  | 6       | Barcelona       |
| 9  | TĐ | Rodrigo           | 6 tháng 3, 1991 (19 tuổi)   | 6       | Real Madrid     |
| 10 | TV | Sergio Canales    | 16 tháng 2, 1991 (19 tuổi)  | 6       | Real Madrid     |
| 11 | TĐ | Dani Pacheco      | 5 tháng 1, 1991 (19 tuổi)   | 7       | Liverpool       |
| 12 | HV | Hugo Mallo        | 30 tháng 11, 1991 (18 tuổi) | 2       | Celta Vigo      |
| 13 | TM | Aitor Fernández   | 3 tháng 5, 1991 (19 tuổi)   | 5       | Athletic Bilbao |
| 14 | TĐ | Iker Muniain      | 19 tháng 12, 1992 (17 tuổi) | 0       | Athletic Bilbao |
| 15 | HV | Ramiro Mayor      | 9 tháng 5, 1991 (19 tuổi)   | 3       | Real Zaragoza   |
| 16 | TV | Ezequiel Calvente | 12 tháng 1, 1991 (19 tuổi)  | 0       | Real Betis      |
| 17 | TV | Koke              | 8 tháng 1, 1992 (18 tuổi)   | 0       | Atlético Madrid |
| 18 | TĐ | Rubén Rochina     | 23 tháng 3, 1991 (19 tuổi)  | 4       | Barcelona       |